# Соняшниці
Соняшниці або сонячниця — народна назва хворобливого стану, яку асоціювали із гострими шлунковими розладами, що супроводжується різями, болями в шлунку, часто супроводжується нудотою та блюванням. Із описів методів, які приносили полегшення, можна дуже приблизно припустити, що назві відповідав ерозивний гастрит та виразкова хвороба шлунка. Найперша назва зустрічається у краєзнавця, історика Миколи Арандаренка у праці рос. «Записки о Полтавской губернии…». Пізніше, ряд дослідників історії, звичаїв, знахарства України описали багато цікавих обрядів лікування недугу, у якому використовувались «замовляння», «спалювання», глиняний посуд тощо.